# Savignia harmsi
Savignia harmsi är en spindelart som beskrevs av Jörg Wunderlich 1980. Savignia harmsi ingår i släktet Savignia och familjen täckvävarspindlar.
Artens utbredningsområde är Spanien. Inga underarter finns listade i Catalogue of Life.